# ريكاردو بيريز
ريكاردو بيريز (بالإسبانية: Ricardo Pérez Tamayo)‏ (و. 1973 – م) هو لاعب كرة قدم، من كولومبيا، ولد في بوغوتا.

## روابط خارجية
- ريكاردو بيريز على موقع قاعدة بيانات كرة القدم.إي يو (الإنجليزية)
- ريكاردو بيريز على موقع ناشيونال فوتبول تيمز (الإنجليزية)